# Andrei Wladimirowitsch Rasin
Andrei Wladimirowitsch Rasin (russisch Андрей Владимирович Разин; * 23. Oktober 1973 in Toljatti, Russische SFSR) ist ein ehemaliger russischer Eishockeyspieler, der in seiner aktiven Zeit von 1990 bis 2007 größtenteils in der russischen Superliga gespielt hat. Seit 2012 arbeitet er als Eishockeytrainer, seit November 2018 bei Sewerstal Tscherepowez.

## Karriere
Andrei Rasin begann seine Karriere als Eishockeyspieler im Nachwuchsbereich von ZSK WWS Samara, für dessen Profimannschaft er von 1990 bis 1993 in der zweitklassigen Wysschaja Liga aktiv war, wobei er noch im Laufe der Saison 1992/93 zum Erstligisten HK Lada Toljatti wechselte. Mit Lada wurde der Angreifer 1994 GUS-Meister, nachdem er bereits im Vorjahr mit seiner Mannschaft Vizemeister wurde. Im Anschluss an diese Erfolge unterschrieb er einen Vertrag beim HK Metallurg Magnitogorsk, für den er in den folgenden sieben Jahren fast ausschließlich in der Superliga auf dem Eis stand. Einzig während der Saison 1996/97 lief er für seinen Ex-Club und Metallurgs Ligarivalen ZSK WWS Sarama auf. Mit Metallurg gewann der Linksschütze 1999 und 2001 jeweils die russische Meisterschaft, 1999 und 2000 die European Hockey League, sowie 1998 den russischen Pokal. Zudem wurde er mit seinem Team 1998 Vizemeister.
Im NHL Entry Draft 2001 wurde Rasin in der sechsten Runde als insgesamt 177. Spieler von den Philadelphia Flyers ausgewählt, für die er allerdings nie zum Einsatz kam. Stattdessen spielte der Nationalspieler von 2001 bis 2003 für den HK Dynamo Moskau, ehe er für eine Spielzeit innerhalb der russischen Hauptstadt zum HK ZSKA Moskau wechselte. Nachdem er die Saison 2004/05 beim HK Awangard Omsk begonnen hatte, beendete er sie bei seinem Ex-Club aus Magnitogorsk. Nachdem er im folgenden Jahr nur zu vier Einsätzen für den HK MWD Twer in der Superliga gekommen war, unterschrieb er für die Saison 2006/07 bei Chimik Woskressensk aus der zweitklassigen Wysschaja Liga, bei denen er anschließend im Alter von 34 Jahren seine Laufbahn beendete.

### International
Für Russland nahm Rasin an der Weltmeisterschaft 2001 teil, bei der er mit seiner Mannschaft den sechsten Platz belegte.

### Als Trainer
Im Jahr 2012 trat Rasin seine erste Trainerstation bei Kristall Saratow aus der Wysschaja Hockey-Liga an. Ab Dezember 2013 betreute er dann Ischstal Ischewsk, ehe er zur Saison 2015/16 zum Cheftrainer von Awtomobilist Jekaterinburg ernannt wurde. Am 1. November 2016 wurde er nach 12 Niederlagen aus 16 Spielen zusammen mit seinen Assistenten entlassen, anschließend betreute er bis zum Ende der Saison 2016/17 den HK Jugra Chanty-Mansijsk.
Seit November 2018 ist Rasin Cheftrainer bei Sewerstal Tscherepowez.

## Erfolge und Auszeichnungen
- 1993 GUS-Vizemeister mit dem HK Lada Toljatti
- 1994 GUS-Meister mit dem HK Lada Toljatti
- 1998 Russischer Pokalsieger mit dem HK Metallurg Magnitogorsk
- 1998 Russischer Vizemeister mit dem HK Metallurg Magnitogorsk
- 1999 European-Hockey-League-Gewinn mit dem HK Metallurg Magnitogorsk
- 1999 Russischer Meister mit dem HK Metallurg Magnitogorsk
- 2000 European-Hockey-League-Gewinn mit dem HK Metallurg Magnitogorsk
- 2001 Russischer Meister mit dem HK Metallurg Magnitogorsk
- 2002 Meiste Vorlagen der Superliga
- 2004 Meiste Vorlagen der Superliga